# Всеукраїнське об'єднання «Черкащани»
Всеукраїнське об'єднання «Черкащани» — українська політична партія.

## Попередні назви
- 23 листопада 1992—2015: Християнсько-демократична партія України
- 14 липня 2015—…: Всеукраїнське об'єднання «Черкащани»[3].

## Ідеологія

### 1992-2015 як ХДПУ
ХДПУ оголошує своєю ідеологією християнську демократію, яка «заперечує політичний клерикалізм і націоналізм».

## Історія
Утворена 20 червня 1992 року. Зареєстрована 23 листопада 1992 року.
Від моменту установчого з'їзду ХДПУ до 2006 р. партію очолював Віталій Журавський.
З 2006 року ХДПУ очолював Поліщук Кирило Ананійович.
Християни демократи провели дев'ять партійних форумів. ІХ (позачерговий) з'їзд відбувся 14 листопада 2004 року.
У парламентських виборах 1998 року партія брала участь самостійно, і отримала близько 1,3 % виборців (15 місце з 30), два кандидати були обрані по мажоритарних округах.
На президентських виборах 1999 року підтримали кандидатуру Леоніда Кучми
У парламентських виборах 2002 року 3 кандидати від партії балотувались на мажоритарних округах, однак жоден не потрапив до Парламенту.
На президентських виборах 2004 року підтримали кандидатуру Віктора Януковича.
До 2006 року партія була відома як Християнсько-демократична партія України і мала зв’язки з Християнсько-ліберальною партією України Леоніда Черновецького (Блок Леоніда Черновецького).

## Символіка

### до 2015

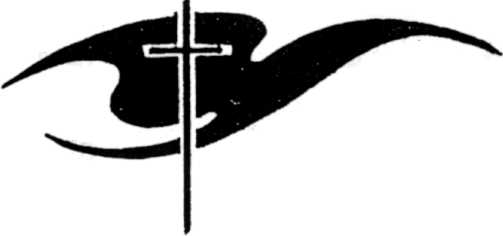
Емблема Християнсько-демократичної партії України

Емблемою Християнсько-демократичної партії України є зображення голуба на тлі хреста: чорний на білому тлі з біло-чорним хрестом посередині, або синій на жовтому тлі з білим хрестом. Голуб стилізовано у вигляді букви «У».